# Мирзоев, Хикмет Иззет оглы
Хикмет Иззет оглы Мирзоев (Мирзаев) (азерб. Hikmət İzzət oğlu Mirzəyev; род. 29 февраля 1968, Билясувар) — азербайджанский военный деятель, генерал-полковник Вооружённых Сил Азербайджанской Республики, заместитель министра обороны — командующий Сухопутными войсками, командующий Силами специального назначения (2014—2024). Участник Первой карабахской войны, боевых действий в Нагорном Карабахе в апреле 2016 года, командир воинского соединения во время Второй карабахской войны 2020 года. Герой Отечественной войны (2020).

## Биография
Хикмет Мирзоев родился 29 февраля 1968 года в Пушкинском районе Азербайджанской ССР (ныне — Билясуварский район Азербайджана).
В 1989 году окончил Бакинское высшее общевойсковое командное училище. В 1992 году Мирзоеву было присвоено звание капитана. Принимал участие в Первой карабахской войне в составе батальона специального назначения.
Осенью 1992 года под командованием Хикмета Мирзоева на базе 772-го рейдового отряда был создан 772-й батальон глубинной разведки.
29 апреля 2015 года командующий Силами специального назначения генерал-майор Хикмет Мирзоев принял участие в церемонии вручения боевых знамён вновь созданным воинским частям спецназа.

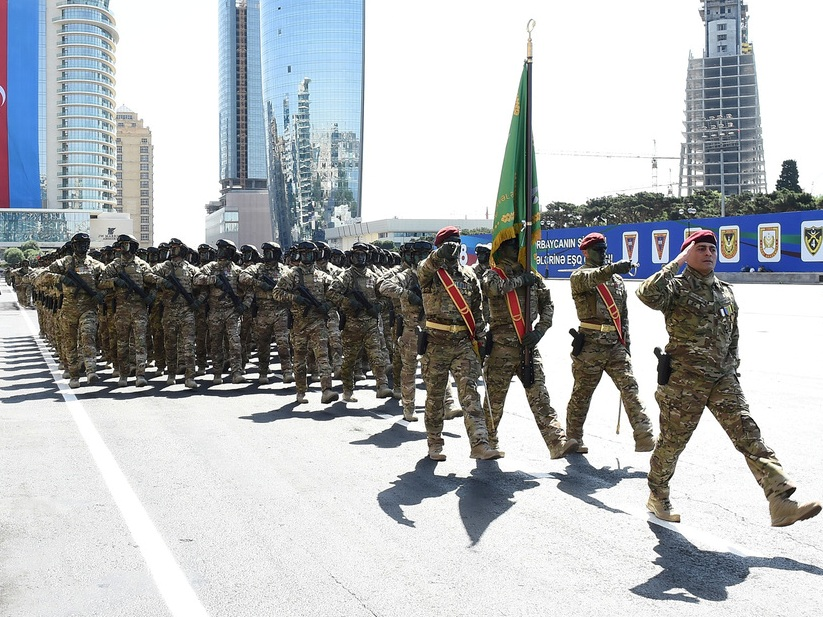
Парадный расчёт Сил специального назначения Азербайджана под командованием генерал-майора Хикмета Мирзоева на параде по случаю 100-летия Вооружённых сил Азербайджана. 26 июня 2018 года

26 июня 2018 года в Баку прошёл военный парад по случаю 100-летия Вооружённых сил Азербайджана. Участвовавшие в боевых действиях в Нагорном Карабахе в начале апреля 2016 года Силы специального назначения Азербайджана под командованием генерал-майора Хикмета Мирзоева также приняли участие в параде.
20 июня 2020 года состоялось открытие воинской части Сил специального назначения. Командующий Силами специального назначения генерал-майор Хикмет Мирзоев, ознакомился со зданием штаба, учебным корпусом и медицинским пунктом на территории воинской части.
В конце сентября 2020 года в Нагорном Карабахе возобновились боевые действия с применением танков, летательных аппаратов и артиллерии. Генерал-майор Хикмет Мирзоев в ходе боевых действий занимал должность командира соединения, действовавшего на южном направлении фронта. 4 октября Верховный Главнокомандующий Вооружёнными силами Азербайджана, президент республики Ильхам Алиев поздравил командиров соединений генерал-майора Маиса Бархударова, генерал-майора Хикмета Мирзоева и возглавляемый ими личный состав «с освобождением от оккупации города Джебраил и девяти сёл района». 8 ноября Алиев поздравил командира соединений Хикмета Мирзоева с освобождением Шуши.
10 декабря 2020 года в Баку прошёл торжественный Парад Победы по случаю победы Азербайджана в войне в Нагорном Карабахе 2020 года. Парадный расчёт Сил специального назначения Азербайджана под командованием генерал-лейтенанта Хикмета Мирзоева принял участие в параде.
11 января 2024 года Хикмет Мирзоев назначен заместителем министра обороны — командующим Сухопутными войсками.
Женат. Двое детей.

## Воинские звания
- 19 января 2002 года указом Президента Азербайджанской Республики Гейдара Алиева № 662 Хикмету Иззет оглы Мирзоеву было присвоено звание генерал-майора[16].
- 17 октября 2020 года распоряжением Президента Азербайджана Ильхама Алиева генерал-майору Хикмету Иззет оглы Мирзоеву присвоено звание генерал-лейтенанта[17].
- 7 ноября 2024 года распоряжением Президента Азербайджана Ильхама Алиева генерал-лейтенанту Хикмету Иззет оглы Мирзоеву присвоено звание генерал-полковника[18].

## Награды
- 1 января 1994 года за особые заслуги в сохранении независимости и территориальной целостности Азербайджанской Республики капитан Хикмет Мирзоев указом президента Азербайджанской Республики Гейдара Алиева № 83 был награждён орденом «Азербайджанское знамя»[19].

- 24 июня 2003 года за особые заслуги в защите независимости, территориальной целостности Азербайджанской Республики, за отличие при исполнении своих служебных обязанностей и поставленных перед войсковой частью задач генерал-майор Хикмет Мирзоев указом президента Азербайджанской Республики Гейдара Алиева № 887 был награждён медалью «За отвагу»[20].

- 24 июня 2015 года за особые заслуги в защите независимости, территориальной целостности Азербайджанской Республики, за отличие при исполнении своих служебных обязанностей и поставленных перед войсковой частью задач, а также за заслуги в области военного образования генерал-майор Хикмет Мирзоев распоряжением президента Азербайджанской Республики Ильхама Алиева № 1294 был награждён орденом «За службу Отечеству» 3-й степени[21][22][23].
- 9 декабря 2020 года распоряжением президента Азербайджанской Республики Ильхама Алиева генерал-лейтенанту Хикмету Иззет оглы Мирзоеву «за особые заслуги в восстановлении территориальной целостности Азербайджанской Республики и за героизм при выполнении боевой задачи по уничтожению врага во время освобождения оккупированных территорий, а также за мужество и отвагу, проявленные во время военной службы» была присвоена высшая степень отличия Азербайджанской Республики звание Герой Отечественной войны[24].
- 24 декабря 2020 года распоряжением президента Азербайджанской Республики Ильхама Алиева генерал-лейтенант Хикмет Иззет оглы Мирзоев «за личную доблесть и отвагу, продемонстрированную при участии в боевых операциях за освобождение от оккупации Джебраильского района Азербайджанской Республики» был награждён медалью «За освобождение Джебраила»[25].
- 25 декабря 2020 года распоряжением президента Азербайджанской Республики Ильхама Алиева генерал-лейтенант Хикмет Иззет оглы Мирзоев «за личную доблесть и отвагу, продемонстрированную при участии в боевых операциях за освобождение от оккупации Физулинского района Азербайджанской Республики» был награждён медалью «За освобождение Физули»[26].
- 29 декабря 2020 года распоряжением президента Азербайджанской Республики Ильхама Алиева генерал-лейтенант Хикмет Иззет оглы Мирзоев «за личную доблесть и отвагу, продемонстрированную при участии в боевых операциях за освобождение от оккупации Губадлинского района Азербайджанской Республики» был награждён медалью «За освобождение Губадлы»[27].
- 29 декабря 2020 года распоряжением президента Азербайджанской Республики Ильхама Алиева генерал-лейтенант Хикмет Иззет оглы Мирзоев «за личную доблесть и отвагу, продемонстрированную при участии в боевых операциях за освобождение от оккупации города Шуша Азербайджанской Республики» был награждён медалью «За освобождение Шуши»[28].
- 29 декабря 2020 года распоряжением президента Азербайджанской Республики Ильхама Алиева генерал-лейтенант Хикмет Иззет оглы Мирзоев «за личную доблесть и отвагу, продемонстрированную при участии в боевых операциях за освобождение от оккупации Кельбаджарского района Азербайджанской Республики» был награждён медалью «За освобождение Кельбаджара»[29].
- 24 июня 2021 года распоряжением президента Азербайджанской Республики Ильхама Алиева генерал-лейтенант Хикмет Иззет оглы Мирзоев «за личную доблесть и отвагу, продемонстрированную при участии в боевых операциях за освобождение от оккупации Ходжавендского района Азербайджанской Республики» был награждён медалью «За освобождение Ходжавенда»[30].
- Орден «Карабах» (7 ноября 2023 года)[31].